# Razorwyre
Razorwyre est un groupe néo-zélandais de heavy metal, originaire de Wellington.

## Histoire
Les origines du groupe remontent à 2008, lorsque les guitaristes Chris Calavrias et James Murray décident d'écrire de la musique ensemble. Après avoir discuté des idées et écrit des morceaux, ils rencontrent le batteur Nick Oakes puis le bassiste Simon Smith, qui rejoignent le duo. Le chanteur Z Chylde vient compléter le groupe. Début 2009, le groupe commence à jouer ses premiers concerts à Wellington sous le nom de Gaywyre. En avril 2010, le groupe est rebaptisé Razorwyre. Après la sortie de l'EP Coming Out en 2009, il est réédité en 2011 sous un nouveau nom de groupe chez Infernö Records. 
En 2012, le groupe sort son premier album, Another Dimension, sous le même label. En 2013, le groupe prévoit de se produire au Keep It True, mais il annule sa participation en raison d'une blessure au bras de Nick Oakes et est remplacé par Evil Invaders. En 2014, le groupe se sépare.

## Style musical
Walter de metal.de constate sur Coming Out un mélange de « heavy metal traditionnel, de speed metal à l'allure presque classique et d'une pincée de thrash metal antique ». Les chansons ne sont pas originales, mais elles sont accrocheuses, avec parfois des « passages vocaux un peu décalés ». La musique est comparable à celle d'Iron Angel et parfois d'Evil Survives. Michael Kohsiek du Rock Hard classe Another Dimension dans la catégorie speed metal, qui, en plus de sa vitesse élevée, se distingue par un chant varié et des riffs dans le style des anciens Vicious Rumors, Riot et Hexx. De temps en temps, on tombe aussi dans le heavy metal classique dans le style d'Iron Maiden. 

## Discographie
- 2009 : Coming Out (EP, sous Gaywyre)
- 2011 : Coming Out (EP, Infernö Records)
- 2012 : Another Dimension (album, Infernö Records)